# Liebenau, Hessen
Liebenau, Hessen är en stad i Landkreis Kassel i Regierungsbezirk Kassel i förbundslandet Hessen i Tyskland.
De tidigare kommunerna Grimelsheim, Haueda, Lamerden und Ostheim uppgick i Liebenau, Hessen 1 februari 1971 följt av Ersen och Niedermeiser 1 april 1972.